# Língua tillamook
Tillamook é uma língua salishe já extinta que foi falada pelo povo Tillamook no noroeste de Oregon, Estados Unidos. Seu último falante fluente teria morrido na  década de 1970; entre 1965 e 1972, um grupo de pesquisadores da Universidade do Havaí realizou um esforço para manter viva a língua, entrevistou os poucos falantes ainda encontrados e produziu um dicionário de 120 páginas.

## Fonologia

### Vogais
|         | Anterior | Posterior |
| ------- | -------- | --------- |
| Fechada | i        | ə         |
| Aberta  | æ        | ɑ         |

### Consoantes
|                    | Alveolar | Alveolar        | Post Alveolar / palatal | Velar        | Velar           | Uvular       | Uvular | Glotal |
| Central            | Lateral  | Não arredondada | Post Alveolar / palatal | Arredondada* | Não arredondada | Arredondada* |        | Glotal |
| ------------------ | -------- | --------------- | ----------------------- | ------------ | --------------- | ------------ | ------ | ------ |
| Oclusiva           | t        |                 |                         | k            | kʷ              | q            | qʷ     | ʔ      |
| Ejetiva            | tʼ       |                 |                         | kʼ           | kʷʼ             | qʼ           | qʷʼ    | ʔ      |
| Consoante africada | t͡s       |                 | t͡ʃ                      |              |                 |              |        |        |
| Ejetiva africada   | t͡sʼ      | t͡ɬʼ             | t͡ʃʼ                     |              |                 |              |        |        |
| Fricativa          | s        | ɬ               | ʃ                       | x            | xʷ              | χ            | χʷ     | h      |
| Nasal oclusiva     | n        |                 |                         |              |                 |              |        |        |
| Aproximante        |          | l               | j                       |              | w               |              |        |        |

#### Arredondamento interno
As consoantes não arredondadas (marcadas com ʷ), incluindo/w/, não são labializadas; o efeito é criado inteiramente no interior da boca pelo posicionamento da língua. Uvulares com este arredondamento interno distintivo têm  "um certo timbre ɔ", enquanto que as arredondadas velares frontais tem uma tonalidade ɯ. Isso contrasta e se opõe de outro modo a segmentos muito simililares com tonalidades {IPA|ɛ}} ou ɪ;
/w/ é também formado com esse arredondamento interno em lugar de uma real labialização, fazendo algo como /ɰ/. Assim, os sons vogais antes escritos com /o/ ou /u/ são mais caracterizados como ditongo /əw/ com maior arredondamento.